# ワラワラ郡 (ワシントン州)
ワラワラ郡（英: Walla Walla County）は、アメリカ合衆国ワシントン州の南東部に位置する郡である。人口は6万2585人（2020年） 。郡庁所在地はワラワラ市であり、郡内最大の都市である。郡名はワラワラ族インディアンに因んで名付けられた。
ワラワラ郡は1854年4月25日に設立された。

## 地理
アメリカ合衆国国勢調査局に拠れば、郡域全面積は1,299平方マイル (3,365 km2)であり、このうち陸地は1,217平方マイル (3,291  km2)、水域は29平方マイル (74 km2)で水域率は2.21 %である。

### 特徴的な地形
- コロンビア川
- スネーク川
- ブルー山脈
- トゥーシェット川
- ポンデローサマツ林
- バナナベルト
- ワラワラ川

### 主要高規格道路
- アメリカ国道12号線

### 隣接する郡
- コロンビア郡 - 東
- ユマティラ郡 (オレゴン州) - 南
- ベントン郡 - 西
- フランクリン郡 - 北西

### 国立保護地域

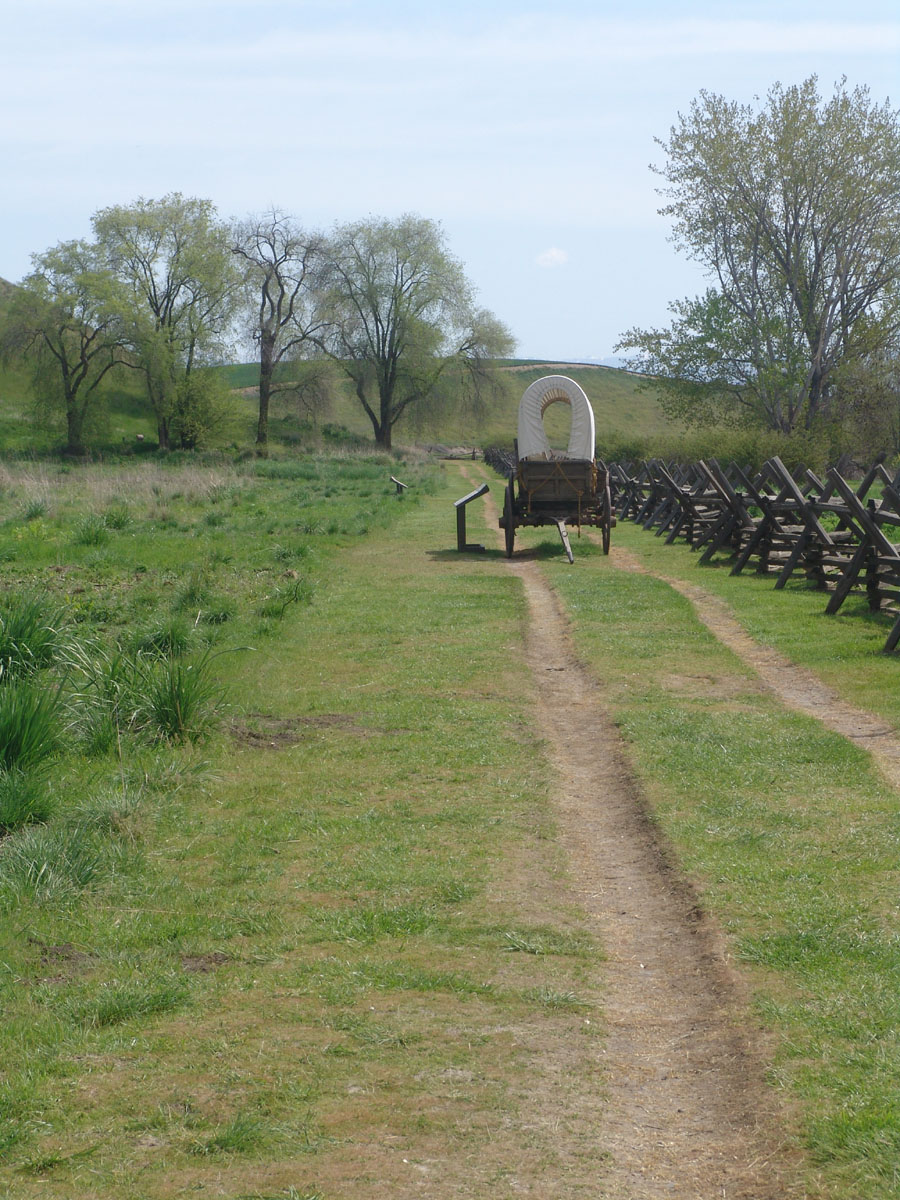
ホィットマン・ミッション国立歴史史跡のオレゴン・トレイル

- マクナリー国立野生生物保護区
- ユマティラ国立の森（部分）
- ホィットマン・ミッション国立歴史史跡

## 人口動態
以下は2000年国勢調査による人口統計データである。
| 基礎データ - 人口: 55,180人 - 世帯数: 19,647 世帯 - 家族数: 13,242 家族 - 人口密度: 17人/km2（43人/mi2） - 住居数: 21,147軒 - 住居密度: 6軒/km2（17/mi2） 人種別人口構成 - 白人: 85.32 % - アフリカン・アメリカン: 1.69 % - ネイティブ・アメリカン: 0.842 % - アジア人: 1.11 % - 太平洋諸島系: 0.22 % - その他の人種: 8.24 % - 混血: 2.57 % - ヒスパニック・ラテン系: 15.68 % 先祖による構成 - ドイツ系：20.1 % - イギリス系：10.7 % - アメリカ人：7.7 % - アイルランド系：7.34 % 年齢別人口構成 - 18歳未満: 24.6 % - 18 - 24歳: 13.4 % - 25 - 44歳: 268.5 % - 45 - 64歳: 20.8 % - 65歳以上: 14.8 % - 年齢の中央値: 35歳 - 性比（女性100人あたり男性の人口） - 総人口: 103.8 - 18歳以上: 102.9 | 世帯と家族（対世帯数） - 18歳未満の子供がいる: 32.1 % - 結婚・同居している夫婦: 54.0 % - 未婚・離婚・死別女性が世帯主: 9.5 % - 非家族世帯: 32.6 % - 単身世帯: 27.1 % - 65歳以上の老人1人暮らし: 12.4 % - 平均構成人数 - 世帯: 2.54人 - 家族: 3.08人 収入と家計 - 収入の中央値 - 世帯: 35,900米ドル - 家族: 44,962米ドル - 性別 - 男性: 34,691米ドル - 女性: 24,736米ドル - 人口1人あたり収入: 16,509米ドル - 貧困線以下 - 対人口: 15.1 % - 対家族数: 10.2 % - 18歳未満: 18.8 % - 65歳以上: 8.2 % |

## 都市と町
- ワラワラ（郡庁所在地）
- バーバンク
- カレッジプレイス
- ディキシー
- ギャレット
- プレスコット
- トゥーシェット
- ウェイツバーグ
- ワラワライースト
- ワルーラ

### その他の町
- ロウデン